# ラリー・ブラック
ローレンス・"ラリー"・ブラック (Lawrence ("Larry") J. Black、1951年7月20日 - 2006年2月8日)はフロリダ州マイアミ出身の陸上競技選手。
ノースカロライナセントラル大学在学中の1971年にはNCAA選手権の220ヤード走で優勝した。
1972年ミュンヘンオリンピックの4×100mリレーで、アメリカチームの第1走者として走り、38秒19の世界タイ記録で金メダルを獲得。さらに200mでも20秒19で銀メダルを獲得した。
動脈瘤のため2006年2月、54歳で亡くなった。